# 우리는 형제입니다
《우리는 형제입니다》는 2014년에 개봉한 대한민국의 코미디 영화이다.

## 캐스팅
- 조진웅 : 박상연(목사) 역
- 김성균 : 박하연(무속인) 역
- 김영애 : 승자 역
- 윤진이 : 여일 역
- 이해영 : 장의버스 김만재 장남 역
- 정민진 : 장의버스 김만재 차남 역
- 조복래 : 소매치기 형 역
- 임기홍 : 맥아더 역
- 이철민 : PD 역
- 조선묵 : 국장 역
- 차은재 : 김 작가 역
- 조원희 : 남자사회자 역
- 배제기 : 여수터미널 직원 역
- 김원해 : 여수 경찰서 역
- 김대령 : 앵벌이 형 역
- 강봉성 : 여일 남자친구 역
- 차정현 : 여수경찰서 형사 역
- 최은주 : 할머니 인솔자 역
- 황인보 : 카메라 김감독 역
- 배성일 : 대전터미널 직원 역
- 이상화 : 트로트가수 역
- 이효제 : 어린 박상연 역
- 이한위 : 경비남 역 (특별출연)
- 김병옥 : 노숙자 김씨 역 (특별출연)
- 고은미 : 재연 젊은 승자 역 (특별출연)
- 김민교 : 견인남 역 (특별출연)
- 김경애 : 정례 역 (특별출연)